# Jan Grossman

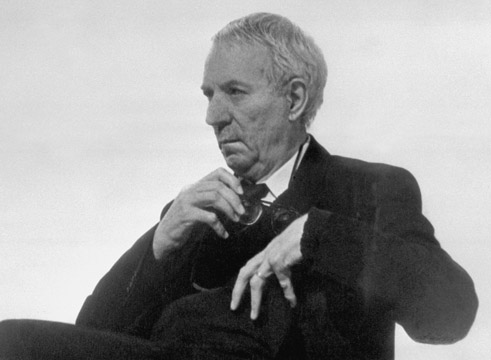
Jan Grossman (1981)

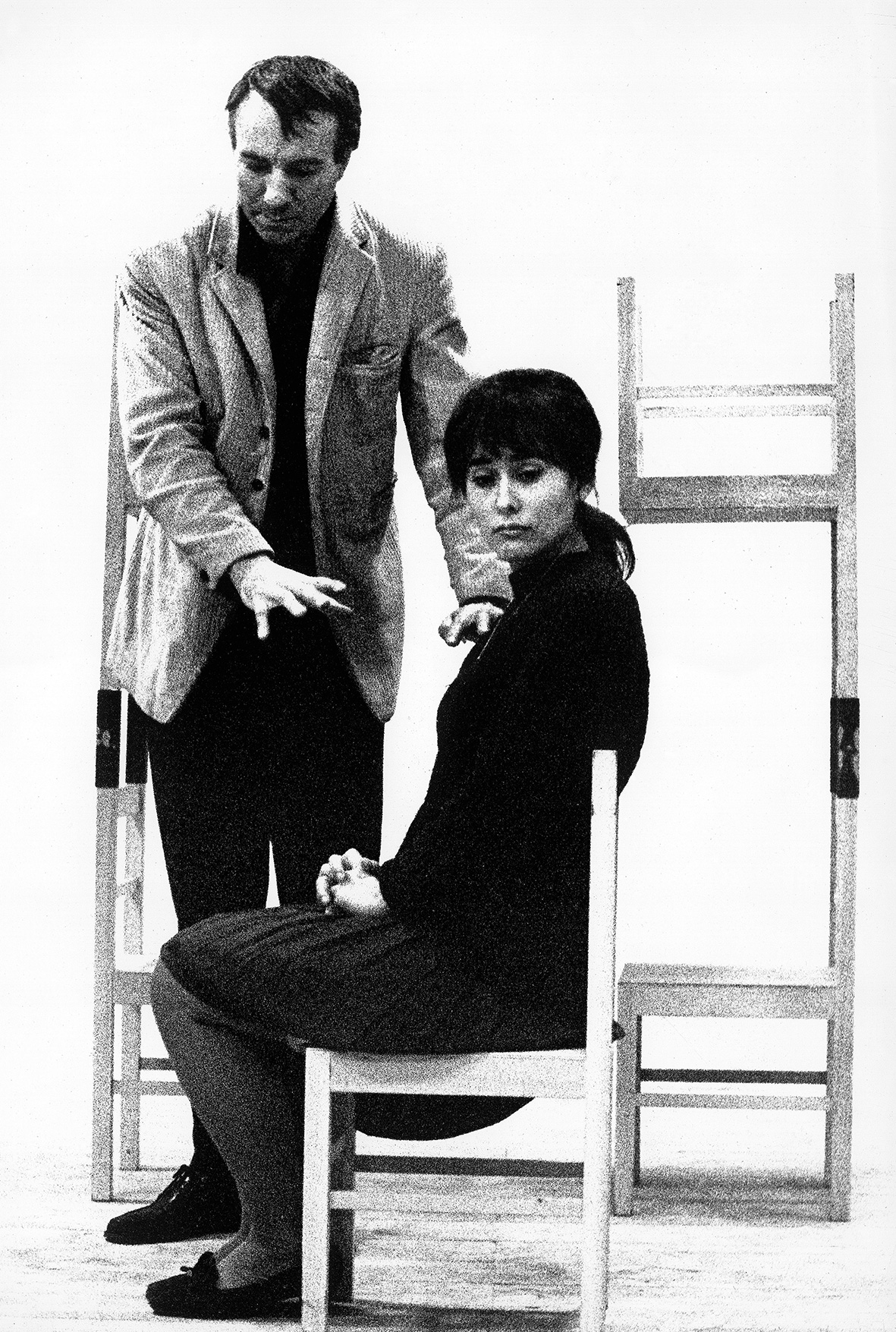
Jan Grossman mit seiner Frau Marie Málková im Jahr 1967

Jan Grossman (* 22. Mai 1925 in Prag; † 10. Februar 1993 ebenda) war ein tschechischer Theaterregisseur, Literatur- und Theaterkritiker.

## Leben
Er schrieb schon während der Schulzeit an der Realschule und war während der Protektoratszeit Mitglied der Hnutí za svobodu (Bewegung für die Freiheit). Nach Kriegsende studierte er an der philosophischen Fakultät der Karls-Universität Prag vergleichende Literatur und Ästhetik. 1946 wurde er Lektor des Schauspielhauses des Prager Nationaltheaters und bis 1953 Dramaturg des Staatstheaters Brünn. Bis 1956 übernahm er die Dramaturgie in Burians Armeetheater Déčko (Das D). Bis 1959 war er als Verlagsredakteur tätig, kehrt wieder zum Theater zurück und wurde Dramaturg der 1961 verbotenen Laterna Magica. Bis 1968 übernahm er die Dramaturgie am Divadlo Na zábradlí.
Er war mit der Schauspielerin Marie Málková verheiratet.

## Werke
Literarische Werke
- Analýzy (Analysen). 1991
- Svědectví současníků (Das Zeugnis der Zeitgenossen), 1996
- Inscenace (Inszenierung), 1997
- Texty o divadle (Texte über das Theater), 1999

Regie
- Král Ubu (König Ubu), 1964 (Alfred Jarry)
- Vyrozumění (Die Verständigung), 1965 (Václav Havel)
- Proces (Der Process), 1966 (Franz Kafka)
- Škola pro ženy (Schule für Frauen), 1984 (Molière)
- Largo desolato, 1990 (Václav Havel)
- Pokoušení (Die Versuchung), 1992 (Václav Havel)